# Пештаљево
Пештаљево (мкд. Пешталево) је насеље у Северној Македонији, у средишњем делу државе. Пештаљево припада општини Дољнени.

## Географија
Насеље Ропотово је смештено у средишњем делу Северне Македоније. Од најближег већег града, Прилепа, насеље је удаљено 21 km северозападно.
Рељеф: Пештаљево се налази у северном делу Пелагоније, највеће висоравни Северне Македоније. Насељски атар је махом равничарски, без већих водотока, док се северно од насеља издижу најјужнија брда планине Даутице. Надморска висина насеља је приближно 610 метара.
Клима у насељу је континентална.

## Становништво
По попису становништва из 2002. године, Пештаљево је имало 486 становника.
Претежно становништво у етнички Македонци (58%), а мањине су Албанци (30%), Турци (9%) и Бошњаци (2%). Почетком 20. века претежно становништво били су Торбеши, тј. исламизовано словенско становништво на подручју Македоније.
Већинска вероисповест у насељу је православље, а мањинска ислам.